# Piotr Czyżewski (przodownik pracy)
Piotr Czyżewski (ros. Пётр Иванович Чижевский, ur. 13 września 1928 we wsi Mała Horbasza w rejonie nowogrodzkim w obwodzie żytomierskim, zm. 3 sierpnia 2000 w Nieftiekumsku) był brygadzistą sowchozu i przodownikiem pracy uhonorowanym tytułem Bohatera Pracy Socjalistycznej (1957).

## Życiorys
Był narodowości polskiej. Miał wykształcenie podstawowe, pracował jako traktorzysta. W 1954, po rozpoczęciu kampanii zagospodarowania dziewiczych ziem, udał się do obwodu północnokazachstańskiego, gdzie podjął pracę w sowchozie w rejonie oktiabrskim. Wyróżniał się przy wykonywaniu zadania orania tysięcy nowych hektarów ziemi, jesienią 1955 został brygadzistą brygady traktorzystów. Brał udział w mechanizacji gospodarki rolnej, przyczyniając się do znaczącego zwiększenia plonów, za co otrzymał tytuł Bohatera Pracy Socjalistycznej. W 1960 opuścił Kazachstan i osiadł w mieście Nieftiekumsk, gdzie pracował jako operator buldożera w zarządzie mechanizacji miejscowego trustu Ministerstwa Budowy Przedsiębiorstw Przemysłu Naftowego i Gazowego ZSRR.

## Odznaczenia
- Złoty Medal „Sierp i Młot” Bohatera Pracy Socjalistycznej (11 stycznia 1957)
- Order Lenina (11 stycznia 1957)
- Medal „Za rozwój dziewiczych ziem”

I inne.